# راميش باتكار
راميش باتكار (بالمراثية: रमेश भाटकर)‏‏ (3 أغسطس 1949 في كولهابور - 4 فبراير 2019 في مومباي) ممثل من الهند.

## روابط خارجية
- راميش باتكار على موقع IMDb (الإنجليزية)